# Canadian Women's Suffrage Association
Canadian Women's Suffrage Association, ursprungligen kallad Toronto Women's Literary Guild, var en kanadensisk kvinnorättsorganisation, grundad i Toronto i Kanada 1877. Syftet var att arbeta för kvinnors rättigheter. Den är främst känd för sitt arbete för kvinnlig rösträtt. 
Den grundades under namnet Toronto Women's Literary Guild av Kanadas andra kvinnliga läkare Emily Howard Stowe och Jessie Turnbull.  Dess ursprungliga huvudfrågor var kvinnors möjlighet till utbildning och yrkesarbete, och de uppnådde framgång, främst genom att säkra kvinnors rätt till att studera på University of Toronto 1880. Därefter blev kvinnlig rösträtt dess huvudfråga, och det ändrade därför år 1883 namnet till Canadian Women's Suffrage Association, med Jessie Turnbull som ordförande. Dess kampanj var början på kampen för kvinnlig rösträtt i Kanada. Lokal framgång uppnåddes när Toronto införde villkorlig lokal rösträtt för kvinnor 1882 och sedan allmän lokal rösträtt för kvinnor 1884. År 1889 grundade föreningens ledare den nya organisationen Dominion Women's Enfranchisement Association.